# Paczyn
Paczyn (niem. (1325–1840); Petzelsdorf (1840–1945)) – wieś w Polsce położona w województwie dolnośląskim, w powiecie kamiennogórskim, w gminie Lubawka w dolinie potoku Bachorzyna.

## Podział administracyjny
W latach 1975–1998 miejscowość administracyjnie należała do województwa jeleniogórskiego.

## Demografia
Jest najmniejszą miejscowością gminy Lubawka. Według  Narodowego Spisu Powszechnego posiadał 69 mieszkańców (III 2011 r.).

## Historia
Niewielka wioska, która do połowy XVIII w. znajdowała się na terenie Księstwa Świdnickiego. Najprawdopodobniej wieś powstała w 2 połowie XIV w. i stanowiła własność rycerską. Zawsze miała bardzo dużo wspólnego z Miszkowicami, a od 1620 roku należały do hrabstwa Von Schaffgotschów.
Na zachodnim krańcu miejscowości odbywa się festiwal muzyki elektronicznej LAS Festival. 